# Florencio Marin

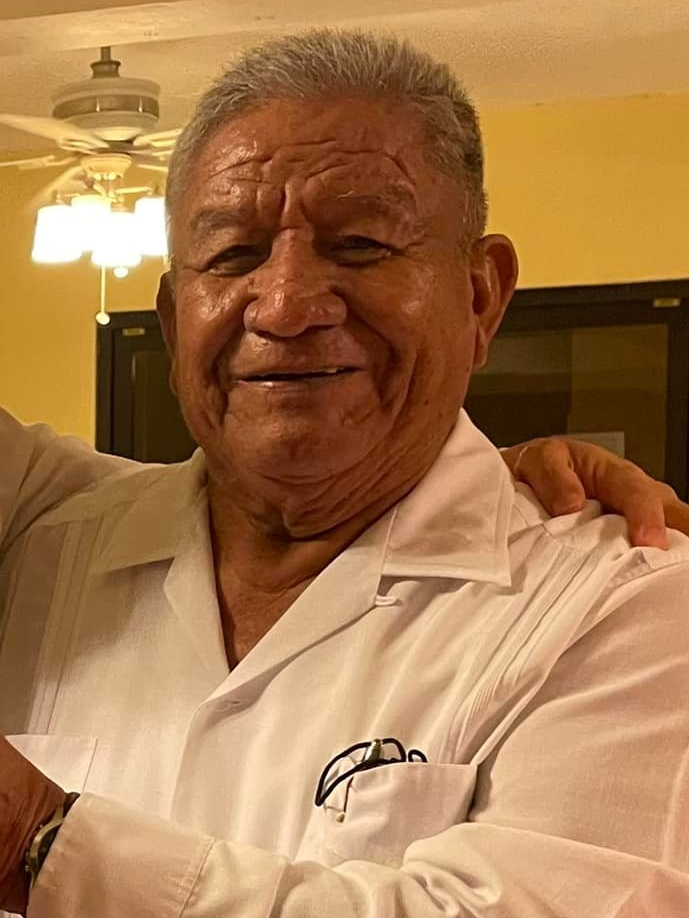
Florencio Marin

Florencio Julian Marin, Sr. (* 1936 oder 1938) ist ein ehemaliger Politiker der Vereinigten Volkspartei PUP (People’s United Party) aus Belize, der unter anderem zwischen 1984 und 1989 als Leader of the Opposition Oppositionsführer im Repräsentantenhaus (House of Representatives) sowie von 1989 bis 1993 stellvertretender Premierminister (Deputy Prime Minister) war.

## Leben

### Rechtsanwalt, Abgeordneter und Oppositionsführer
Florencio Marin, Sr., war nach einem Studium als Lehrer tätig. Er engagierte sich zudem als Gewerkschaftsfunktionär und wurde 1960 Vorsitzender der Gewerkschaft der Zuckerrohrarbeiter (Northern Cane Workers Union). Als Kandidat der Vereinigten Volkspartei PUP (People’s United Party) wurde er bei den Wahlen vom 1. März 1965 im Wahlkreis Corozal South mit 83,4 Prozent erstmals zum Mitglied des Repräsentantenhauses (House of Representatives) gewählt. Bei dieser Wahl erhielt die PUP von George Cadle Price 15.271 Stimmen (57,8 Prozent) und 16 der 18 Sitze im Repräsentantenhaus. Er wurde bei den darauffolgenden Wahlen im Wahlkreis Corozal South jeweils wiedergewählt, ehe der Wahlkreis am 14. Dezember 1984  aufgelöst wurde. 
Bei den Wahlen am 14. Dezember 1984 trat Marin für die PUP im neu geschaffenen Wahlkreis Corozal South East an und wurde erneut zum Mitglied des Repräsentantenhauses gewählt. Allerdings erlitt die PUP bei dieser Wahl eine empfindliche Niederlage und erhielt 20.961 Stimmen (44 Prozent) nur noch sieben statt bislang 13 Sitze, während die bislang oppositionelle mit 25.726 Stimmen (54 Prozent) nunmehr 21 statt fünf Mandate im Repräsentantenhaus erhielt, das von 18 auf 28 Sitze erweitert wurde. Nach der Wahl wurde er Nachfolger von Curl Thompson von der UDP als Leader of the Opposition und damit als Oppositionsführer im Repräsentantenhaus.
Bei den Wahlen vom 4. September 1989 verlor die UDP mit 28.900 Stimmen (49 Prozent) und nunmehr 13 Sitzen knapp gegen die PUP, die 29.986 Stimmen (50,9 Prozent) und 15 Mandate gewann. Er selbst wurde im Wahlkreis Corozal South East mit 1.528 Stimmen (52,9 Prozent) wiedergewählt.

### Stellvertretender Premierminister und erfolglose Kandidatur als PUP-Vorsitzender

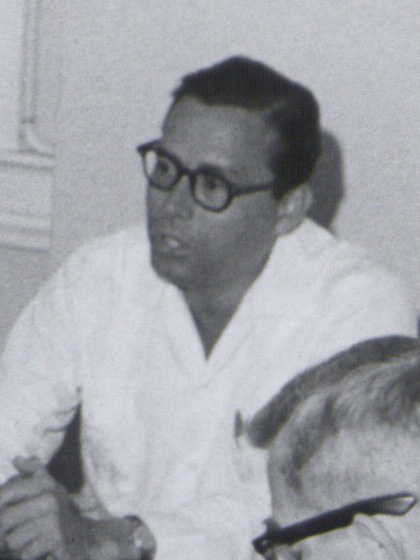
Während der Amtszeit von Premierminister George Cadle Price war Marin zwischen 1989 und 1993 stellvertretender Premierminister (Deputy Prime Minister).

Nach der Wahl wurde der PUP-Vorsitzende George Cadle Price am 5. September 1989 erneut Premierminister und berief unter anderem Marin zum stellvertretenden Premierminister (Deputy Prime Minister) sowie den späteren Premierminister Said Musa zum Außenminister und Bildungsminister in dessen Kabinett. Bei den Wahlen am 30. Juni 1993 erhielt das Wahlbündnis aus UDP und Allianz für die Rechte der Belizianer NABR (National Alliance for Belizean Rights) 34.306 Stimmen (48,7 Prozent) und bekam trotzdem mit 16 Sitzen mehr Mandate als die PUP, die 36.082 Stimmen (51,2 Prozent) die 13 Mandate im 29-köpfigen Repräsentantenhaus bekam. Daraufhin wurde Manuel Esquivel am 2. Juli 1993 zum zweiten Mal Premierminister, während Price den Posten des Oppositionsführers übernahm. Marin wiederum wurde in seinem Wahlkreis mit 1.950 Stimmen (60,1 Prozent) mit deutlicher Mehrheit wiedergewählt.
Als Price nach vierzigjähriger Amtszeit 1996 als Vorsitzender und Politischer Führer der People’s United Party zurücktrat, kandidierte Florencio Marin für das Amt des PUP-Vorsitzenden. Er unterlag jedoch bei der Wahl gegen Said Musa. Nach der Wahl am 27. August 1998, bei der die Vereinigte Volkspartei PUP (People’s United Party) mit 50.330 Stimmen (59,7 Prozent) 26 der 29 Sitze erhielt, wurde Musa neuer Premierminister. Marin wurde zwar in seinem Wahlkreis Corozal South East wieder zum Mitglied des Repräsentantenhauses gewählt und von Premierminister Musa als Minister für die Zuckerindustrie, Kommunalverwaltung und Angelegenheiten Lateinamerikas in dessen Kabinett berufen. Dieses Ministeramt bekleidete er bis zum 30. November 1999 und wurde daraufhin von Valdemar Castillo abgelöst, woraufhin er Vorsitzender der Corozal Free Zone wurde.
Bei den Parlamentswahlen am 5. März 2003 gewann die People’s United Party von Premierminister Said Musa mit 53.514 Stimmen (53,5 Prozent) 22 der 29 Sitze im Repräsentantenhaus, während die Vereinigte Demokratische Partei UDP mit 44.996 Stimmen (45,2 Prozent) aufgrund des Wahlsystems sieben Sitze erhielt. Bei dieser Wahl erhielt Marin im Wahlkreis Corozal South East 2.155 Stimmen (51,4 Prozent) und wurde damit erneut zum Mitglied des Repräsentantenhauses gewählt. Am 7. März 2003 wurde das neue Kabinett von Premierminister Musa vereidigt, in dem Marin zunächst kein neues Kabinettsamt übernahm. Am 5. Juni 2007 übernahm er das Amt des Ministers für natürliche Ressourcen und Umwelt und trat als Vorsitzender der Freihandelszone Corozal zurück. Bei den Wahlen am 7. Februar 2008 kandidierte er nicht wieder für ein Abgeordnetenmandat und schied damit nach fast 33 Jahren Parlamentszugehörigkeit aus dem Repräsentantenhaus aus. Stattdessen kandidierte sein Sohn Florencio Marin, Jr., der seit dem 12. November 2020 im Kabinett von Premierminister Johnny Briceño Minister für Nationale Verteidigung und Grenzsicherheit (Minister of National Defence & Border Security) ist.
Nach seinem Ausscheiden aus dem Parlament wurde Marin zusammen mit dem anderen ehemaligen Abgeordneten Jose Coye wegen Verschwörung angeklagt. Ihm wurde vorgeworfen, „den Wert von 56 Grundstücken im Gebiet der Karibikküste unterschlagen zu haben“. Im Februar 2013 wies der Karibische Gerichtshof CCJ (Caribbean Court of Justice) den Fall jedoch mangels Beweisen zurück. 2018 erhielt er den Preis des PUP-Vorsitzenden Johnny Briceño für herausragende Verdienste.
Neben seinem Sohn Florencio Marin, Jr., ist auch seine Tochter Magali Marin-Young politisch tätig und seit 2020 Generalstaatsanwältin.